# المحاط (إب)

تعديل مصدري - تعديل

المحاط هي إحدى قرى عزلة الروس بمديرية إب التابعة لمحافظة إب، بلغ تعداد سكانها 803 نسمة حسب تعداد اليمن لعام 2004.